# Ministère des Enseignements maternel et primaire
Le Ministère des Enseignements maternel et primaire est le département ministériel du gouvernement béninois chargé de la conception, de la mise en œuvre, du suivi et de l'évaluation de la politique générale de l'Etat en matière d'éducation, d'enseignement maternel et primaire et de formation, conformément aux lois et règlement en vigueur au Bénin. Le 6 avril 2016, Karimou Salimane est nommé ministre de ce sous-secteur de l'éducation.